# Iglesias nórdicas redondas

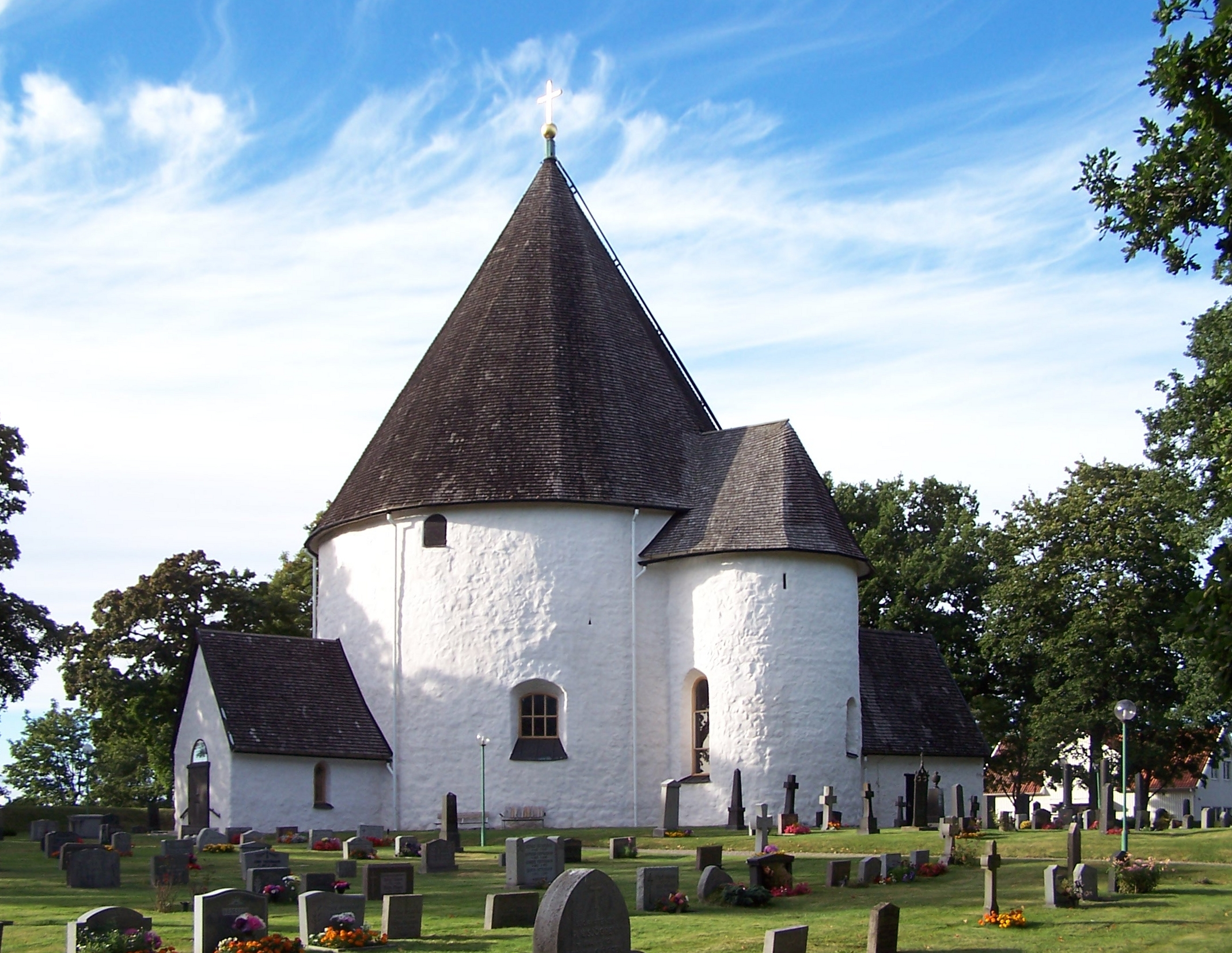
La iglesia redonda de Hagby, Suecia

Las iglesias redondas nórdicas son un tipo de iglesias circulares localizadas en Dinamarca, Suecia y Noruega.

## Función y precedentes arquitectónicos
Según la interpretación habitual, las iglesias redondas nórdicas se diseñaron como edificios defensivos. Aparte de su función religiosa, también sirvieron como símbolos de poder, almacenes y un lugar seguro para que los miembros de la comunidad pusieran a salvo sus objetos de valor durante los conflictos regionales. Dado que los edificios de piedra todavía eran inusuales en Escandinavia en el siglo XII y no había mucha experiencia en defenderlos y atacarlos, las personas en áreas conflictivas a menudo decidían construir una estructura única que combinaba las funciones de un castillo y de una iglesia, en lugar de dos edificios separados. Incluso las iglesias ordinarias en planta de cruz se construyeron de manera que la puerta pudiera estar bloqueada desde el interior por vigas muy fuertes, que se insertaban en agujeros profundos a ambos lados. Las iglesias redondas también tenían a menudo elementos que permitían defender las puertas desde arriba. En general, la forma redonda facilitaba la defensa, ya que proporcionaba a los defensores una mejor visión de su entorno y no ofrecía puntos ciegos que pudieran aprovechar los atacantes.
La investigación conecta las iglesias redondas con el Santo Sepulcro de Jerusalén. La Iglesia de Vårdsberg, por ejemplo, contiene una serie de nichos cuya disposición es claramente equiparable a la que presenta la Iglesia del Santo Sepulcro. Esta conexión tiene una larga historia en Europa. Las estructuras bien conocidas que muestran una influencia similar incluyen la Iglesia de San Vital de Rávena en Ravena, Santa Sofía en Estambul y la Capilla Palatina de Carlo Magno en Aquisgrán. Además de esto, los edificios redondos anteriores en Europa, como el Panteón de Roma, se convirtieron en iglesias.
Las investigaciones arqueológicas sugieren que varias iglesias redondas eran originalmente edificios sagrados no cristianos, convertidos en iglesias. Además, las iglesias redondas muestran una fuerte influencia alemana y de los eslavos occidentales. La influencia alemana es más evidente en las iglesias redondas de Bornholm, mientras que las iglesias suecas muestran más signos de influencia eslava occidental. Los signos de esta influencia en lugares tan lejanos como la iglesia redonda de Ophir en las islas Orcadas indican un intercambio cultural extraordinario en aquel momento, incluso a grandes distancias.

## Dinamarca

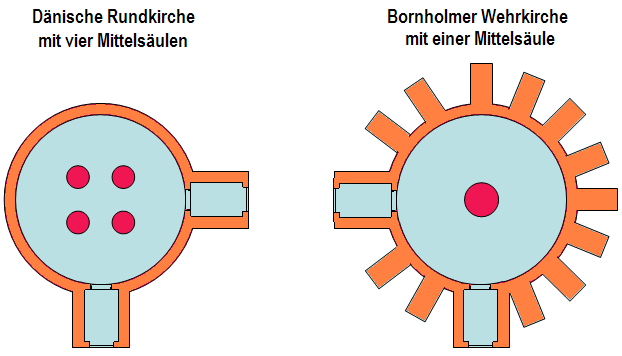
Planos de iglesias redondas con cuatro columnas centrales (Dinamarca), y con una columna central (Bornholm)

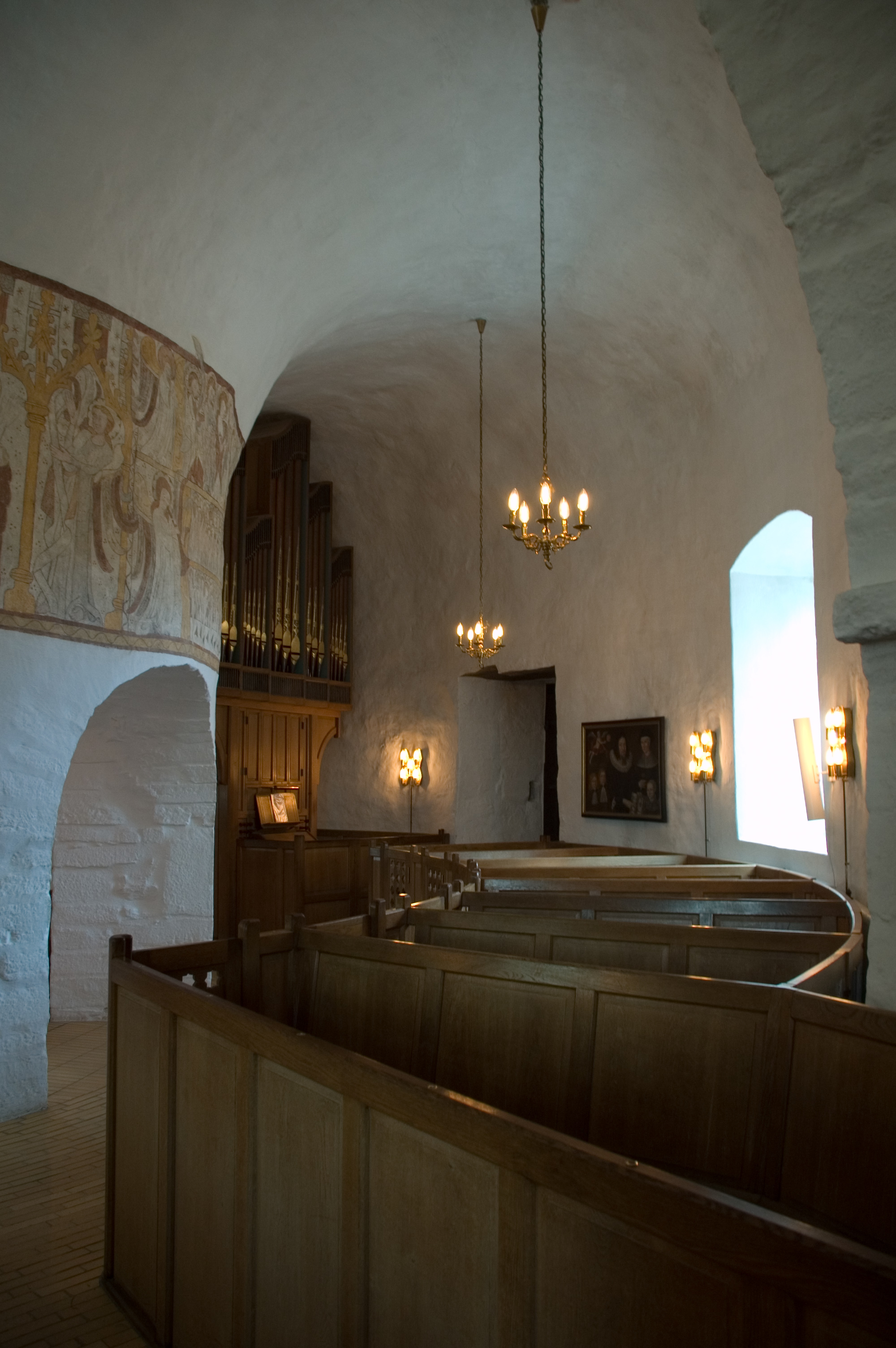
Interior de la iglesia redonda de Østerlars

Las iglesias redondas más conocidas de Dinamarca (en danés: rundkirke) se encuentran en la isla de Bornholm. Fueron construidos en el siglo XII, pero se desconocen las fechas exactas. Se han modificado repetidamente. Su importancia radica en sus muros exteriores a modo de fortaleza con grandes contrafuertes, que soportan el peso de una bóveda de cañón redondo junto con un pilar central. Todas las iglesias redondas de Bornholm, excepto Ny Kirke, son iglesias fortificadas. El pilar central suele estar decorado con un friso pintado. Originalmente, las iglesias redondas tenían techos planos con crestería (para la defensa). Sus característicos tejados cónicos se añadieron por primera vez a finales de la Edad Media. El peso de estos techos descansa sobre las paredes exteriores, lo que hace necesarios unos fuertes soportes externos, que son especialmente distintivos en la Iglesia de Østerlars. Las primeras tres iglesias de la lista que figura a continuación tienen tres pisos, aunque la Ny Kirke tiene dos pisos. Los pisos superiores solo son accesibles por pasajes estrechos y sirvieron a la población local como refugio contra las incursiones piratas.
Las otras tres iglesias redondas danesas están ubicadas en la península de Jutlandia y en las islas de Fionia y Selandia. Comparten la falta de muros exteriores reforzados. Tienen techos abovedados que se apoyan en cuatro pilares centrales y se conocen como "iglesias Redondas de Absalon". El nombre deriva del arzobispo Absalón de Lund, miembro de la familia noble y eclesiástica de Hvide en Zelanda. Las tres estructuras tienen el mismo plano de planta, que se deriva de la antigua iglesia redonda de Schlamersdorf en Wagria. La antigua iglesia redonda de Petersborg, al norte de Sorø en Zelanda, también se construyó con este modelo.
Iglesias redondas en Dinamarca
- Sankt Ols Kirke de Olsker - Bornholm
- Iglesia de Østerlars - Bornholm
- Iglesia de Nylars - Bornholm
- Ny Kirke - Bornholm
- Iglesia de Bjernede - Selandia
- Iglesia de Thorsager - Jutlandia
- Iglesia de Horne - Fionia

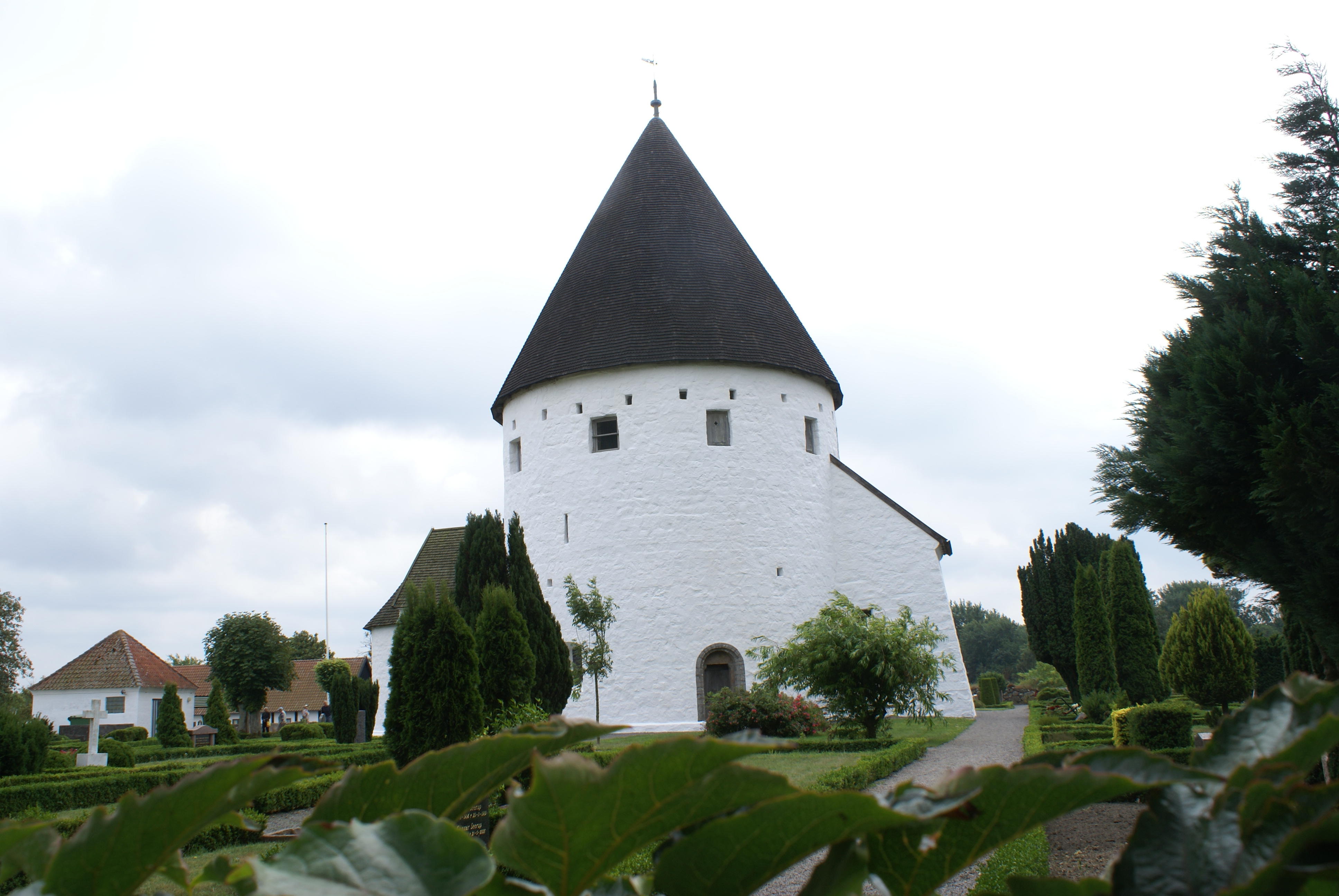
Sankt Ols Kirke de Olsker, Bornholm
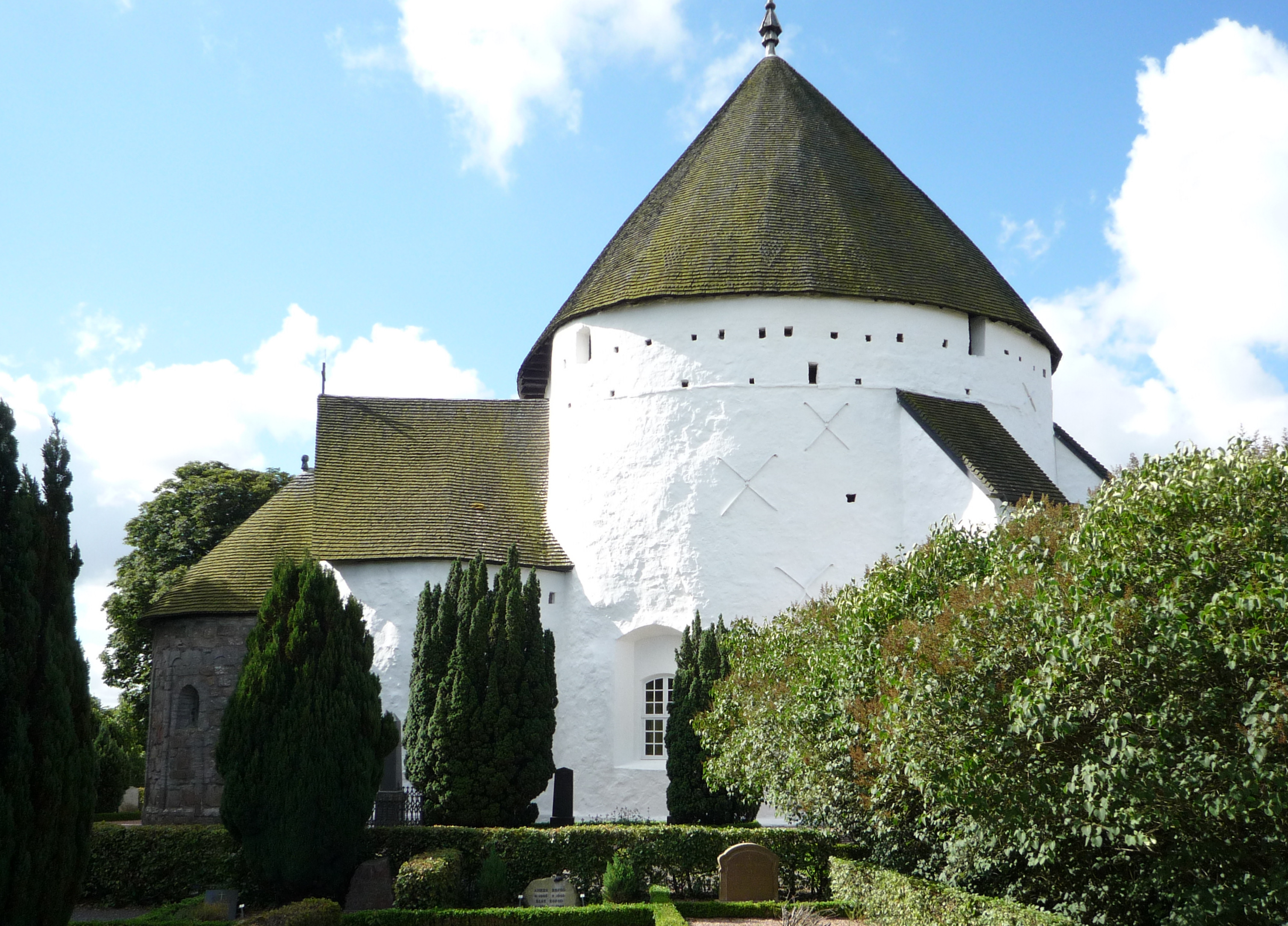
Iglesia de Østerlars, Bornholm
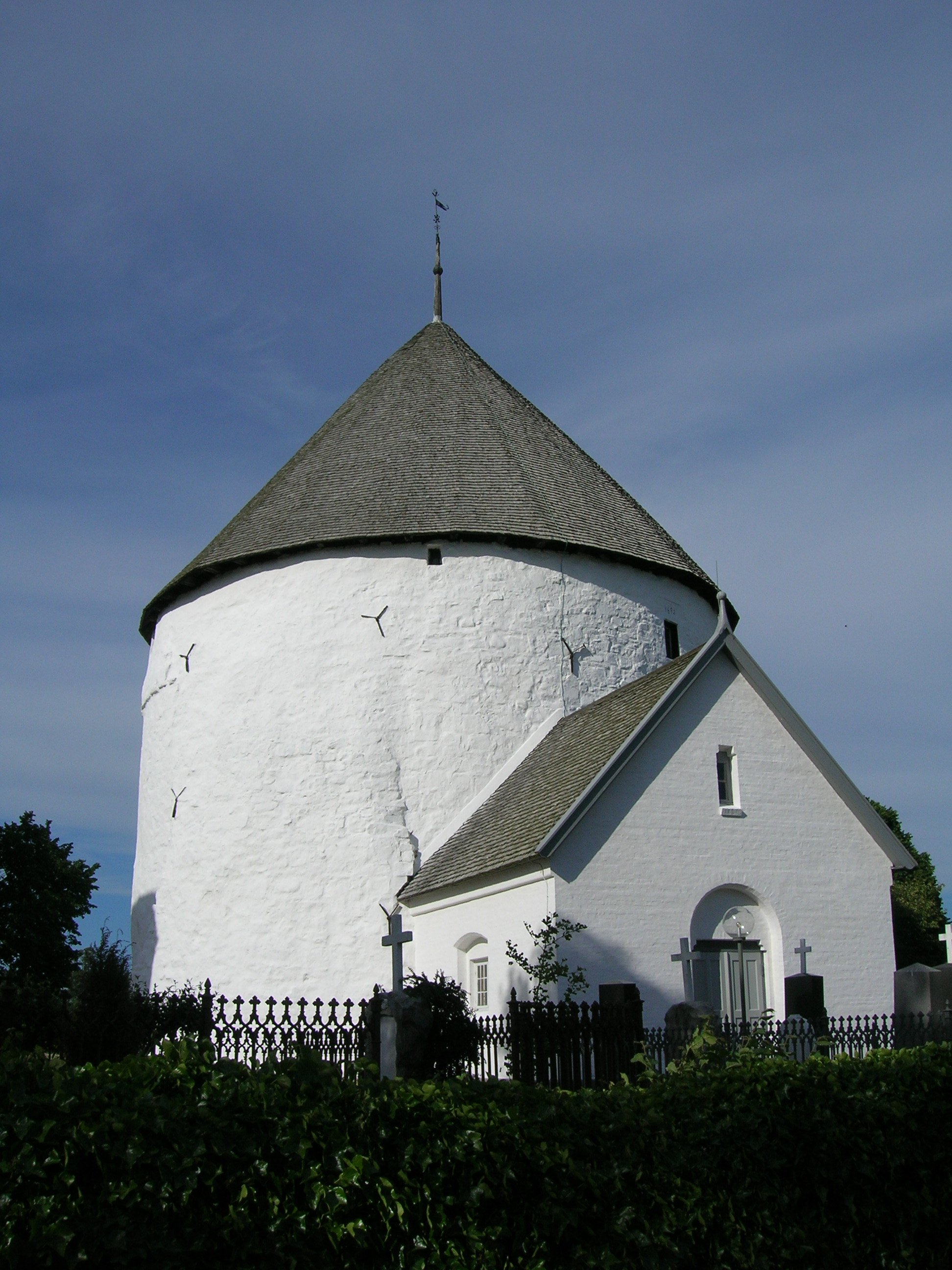
Iglesia de Nylars, Bornholm
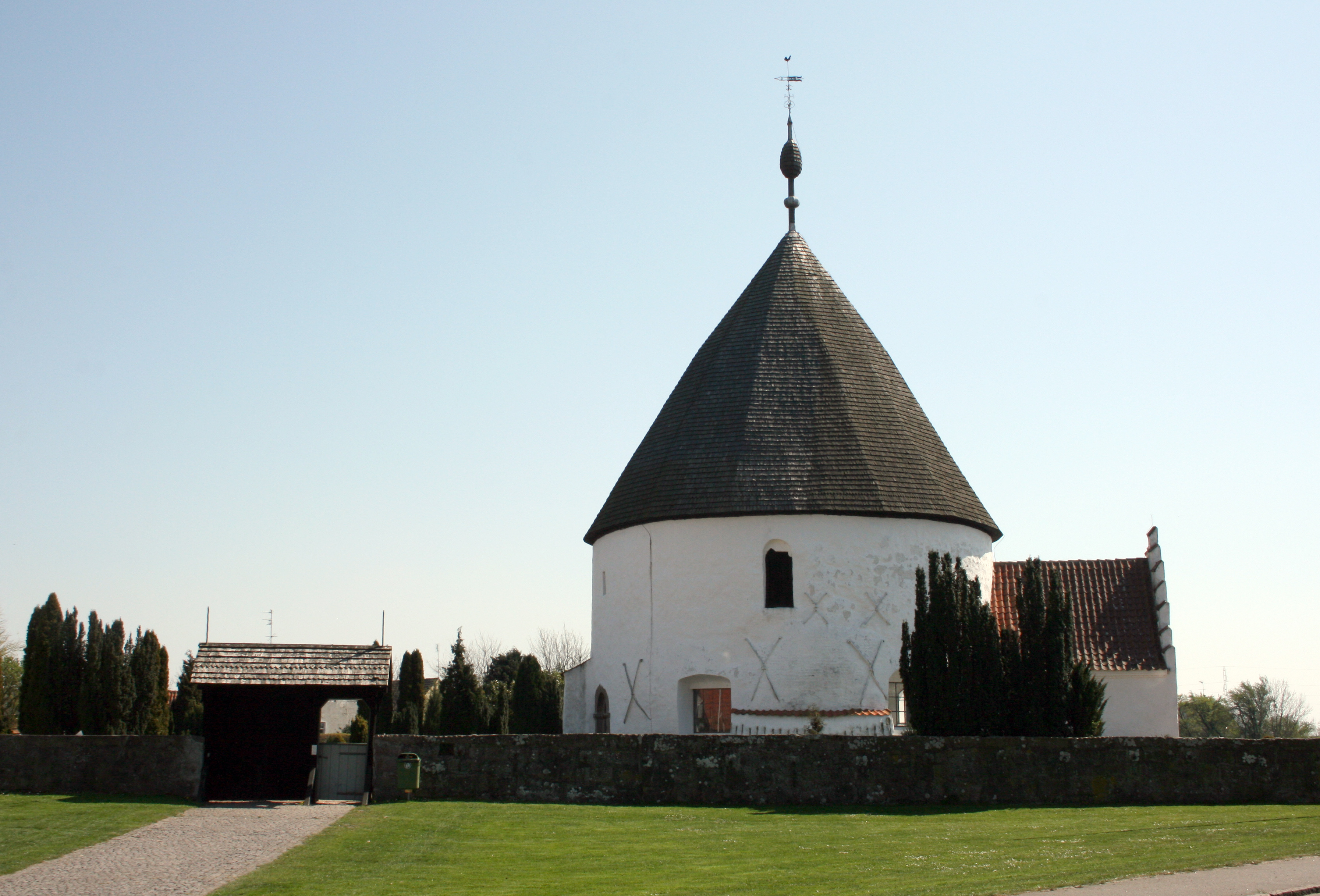
Ny Kirke, Bornholm
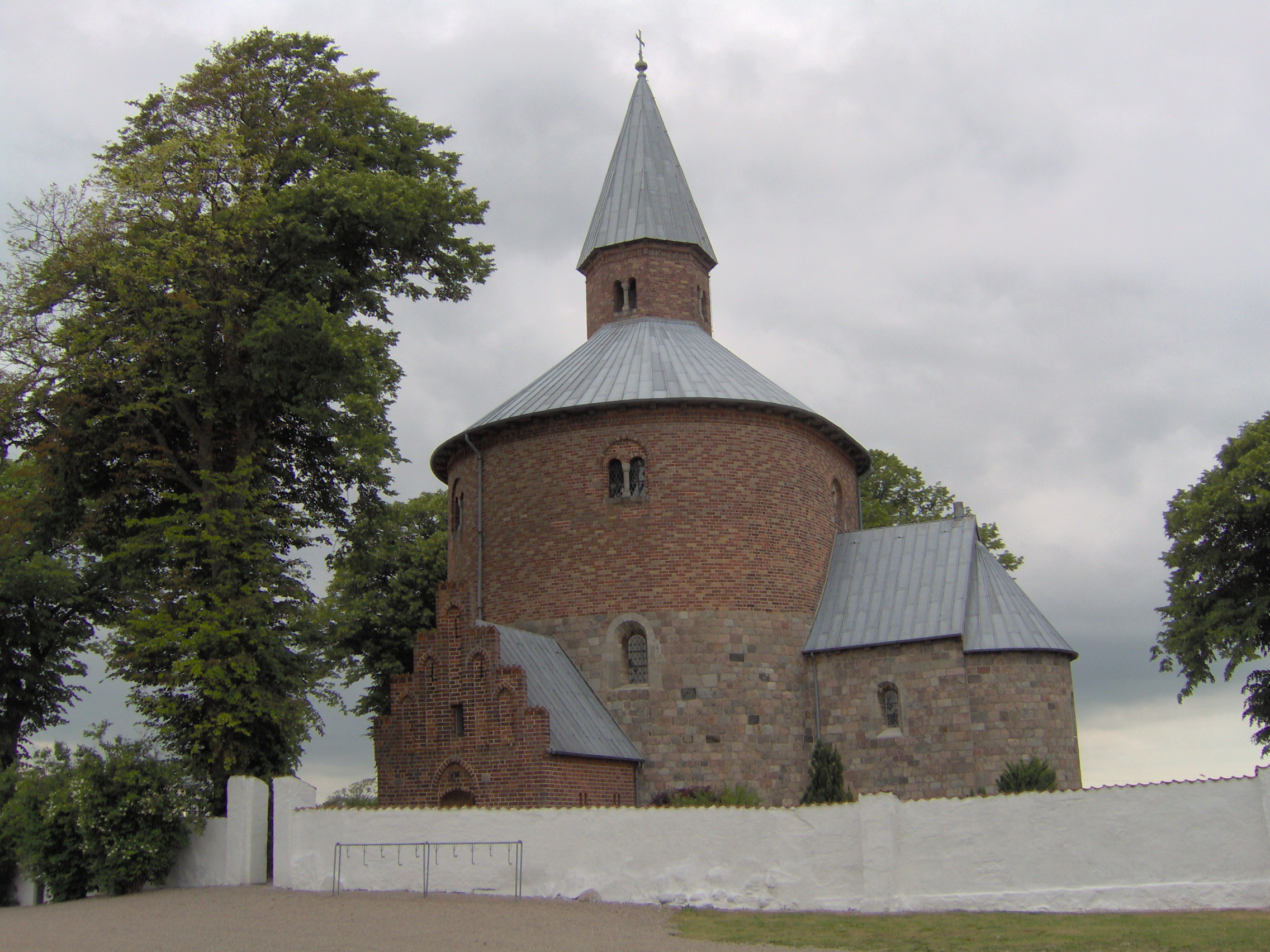
Iglesia de Bjernede, Selandia
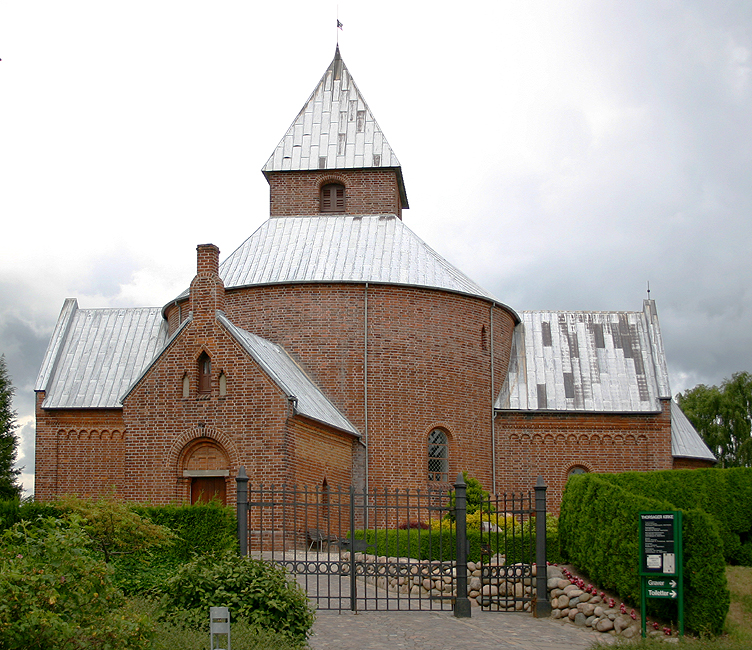
Iglesia de Thorsager, Península de Jutlandia
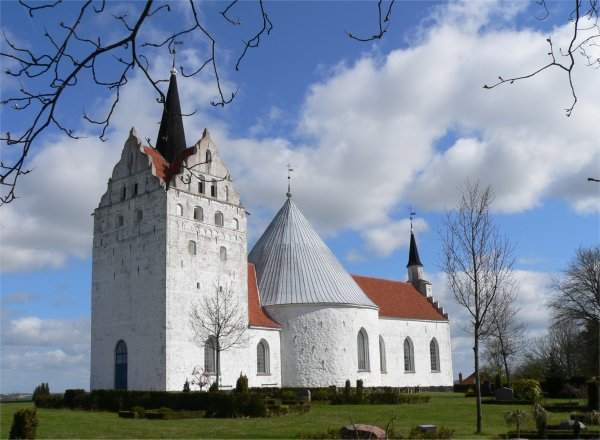
Iglesia de Horne, Fionia

## Suecia
Solo ocho iglesias redondas (en sueco: rundkyrka) sobreviven en Suecia. Existen ruinas o cimientos de otras cinco, algunas de las cuales se han incorporado a edificios posteriores. Estas iglesias redondas son los templos más antiguos de Suecia y datan del siglo XII y principios del XIII. Algunas iglesias posteriores en Suecia se inspiran en la estructura de la iglesia redonda, como la Iglesia de la Trinidad en Karlskrona, así como la Iglesia de Skeppsholmen y la Iglesia de Katarina en Estocolmo. Las excavaciones de las ruinas de Klosterstad han despertado el interés por realizar una mayor investigación arqueológica de iglesias en otros lugares.
Iglesias redondas en Suecia (Rundkyrkorna)
- Iglesia de Bromma - Provincia de Estocolmo
- Iglesia de Solna - Condado de Estocolmo
- Iglesia de Munsö - Condado de Estocolmo
- Iglesia de Hagby - Provincia de Kalmar
- Iglesia de Voxtorp - Condado de Kalmar
- Iglesia de Vårdsberg (Vårdsbergs kyrka) - Provincia de Ostrogotia
- Iglesia de Tjärstads (Tjärstads kyrka) - Condado de Östergötland
- Iglesia de Valleberga - Provincia de Escania
- Iglesia de Skörstorp - Provincia de Västra Götaland
- Iglesia redonda de Helsingborg (Rundkirche von Helsingborg) - Condado de Skåne
- Iglesia en ruinas de Agnestad - Condado de Västra Götaland
- Iglesia en ruinas de Klosterstad (Kirchenruine von Klosterstad) - Condado de Östergötland
- Antigua Iglesia de Dimbo-Ottravad (Kirche von Dimbo-Ottravad) - Condado de Västra Götaland

## Noruega

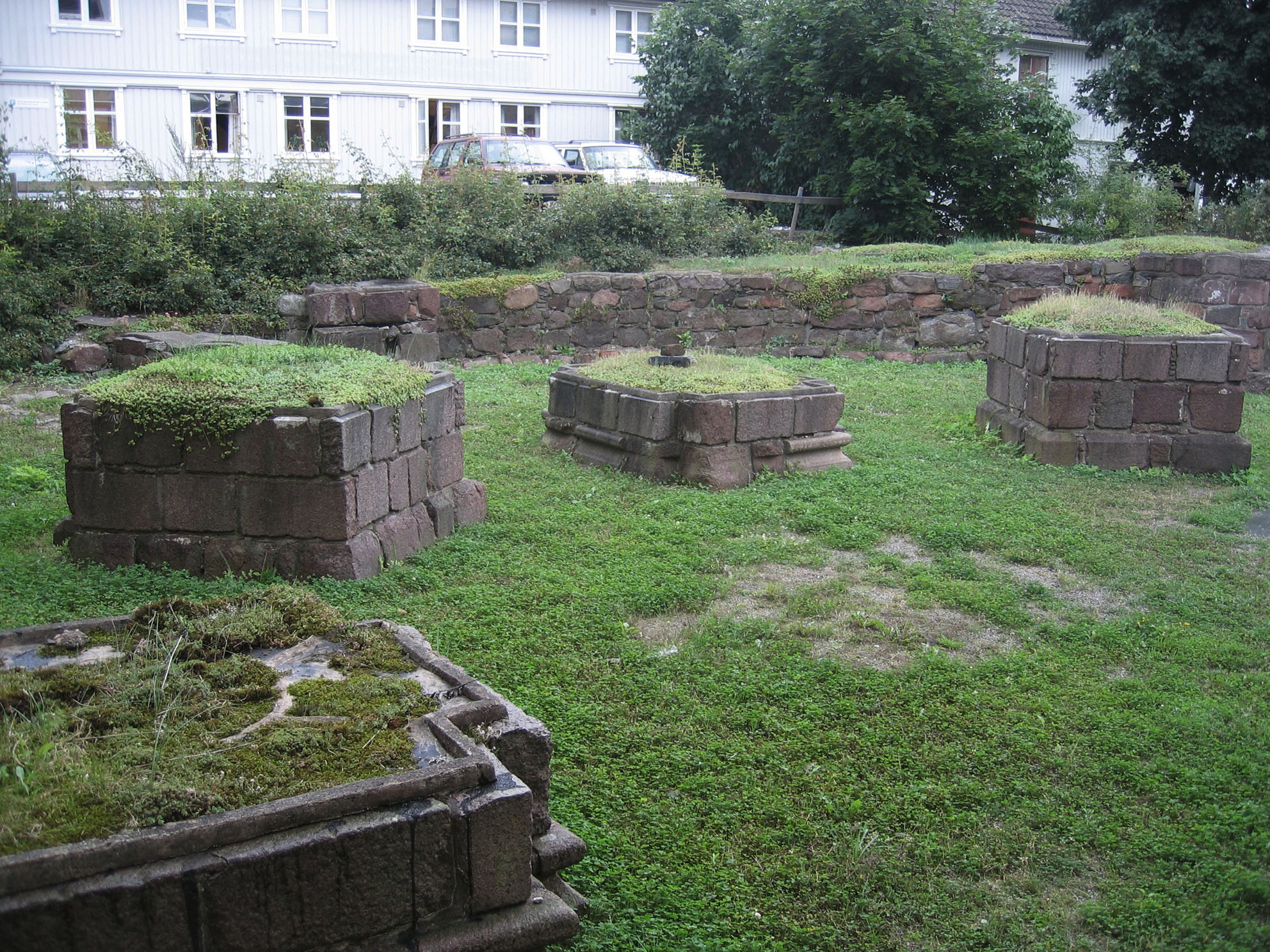
Tønsberg Olavskirken

La única iglesia redonda noruega (en noruego: rundkirke) se encuentra en ruinas en Tønsberg, la ciudad más antigua de Noruega. Formaba parte de un claustro medieval de la Orden de Canónigos Premonstratenses. Su construcción se inició en la segunda mitad del siglo XII y se completó en 1191. Fue consagrada a San Olaf. La elección de una iglesia redonda como iglesia de claustro es única. Además, sus muros exteriores eran los más grandes de todas las iglesias redondas de Escandinavia. Una explicación de este tamaño podría ser la importancia del culto a San Olaf, que aún continúa. Solo unos años después de su consagración en marzo de 1207, el rey Erling Steinvegg fue enterrado en la iglesia. En 1536, cuatro años después de la secularización del claustro, la iglesia se incendió. Algunas partes se pudieron reconstruir y posteriormente se utilizaron como residencia de un señor feudal.
Iglesias redondas en Noruega
- Abadía de San Olaf - condado de Provincia de Vestfold